# しらばかプラス
『しらばかプラス』は、2000年4月21日から同年9月15日までフジテレビ系列局で放送されていた情報バラエティ番組である。フジテレビと関西テレビの共同製作。放送時間は毎週金曜 19:00 - 20:00 （日本標準時）。

## 概要
前番組『しらばかッ!!』のリニューアル版で、毎回「美容」「健康」「料理」のいずれかを取り上げて特集していた。また、芸能人の夫婦が登場し、愚痴や噂話などを展開していた。
ローカルセールス枠での放送だった。また、番組の送出はフジテレビから行われた。

## 出演者
- 小倉智昭
- うつみ宮土理